# لولیان
لولیان یک آلبوم موسیقی ایرانی است؛ با آهنگسازی حمید متبسم در آواز دشتی، با اجرای گروه دستان و آواز شهرام ناظری .

## ساختار اثر
ساختار لولیان با ترکیبی از تحریرهای ریتمیک کلام مولانا به وجود آمده‌است. ضرورت استفاده از تحریرهای ریتمیک که زنجیروار جملات آهنگین را به هم متصل می‌نماید. در تشدید حس حرکت و هیجان یک قطعهٔ موسیقی نیاز به کلام کمتر و مدِّ نظر قرار دادن ماهیت اصلی موسیقی است. ناظری از سال ۱۹۸۹ در کنسرت‌های خارج از کشور خود تحریرهای ریتمیک را مطرح کرد و در کارهایش از آن استفاده نمود. این روش مورد توجه خوانندگان آن سوی مرز قرار گرفت و نمونه‌های فراوانی از این دست انتشار یافت که البته به دلیل عدم تسلط به موسیقی ایرانی به‌ویژه ردیف و نداشتن اطلاعات کافی از فلسفهٔ تحریر و ساختمان تشکیل‌دهنده آن که شامل ادوات تحریر، درون‌مایهٔ ریاضی و شکل هندسی آن است روی‌هم‌رفته اثر ماندگاری به وجود نیامد.
شهرام ناظری در بارهٔ تحریر در موسیقی ایرانی در ضمن این اثر می‌گوید:
از سال‌ها پیش یکی از دغدغه‌هایم در آواز به ریتم در آوردن تحریرها و استفاده از اصوات و آواهای بی کلام بوده‌است. اصولا فکر می‌کردم که خوانندهٔ آواز باید به این درجه از درک موسیقی رسیده باشد که بتواند بدون کمک گرفتن از کلام و شعر و با اجرای آواها و اصوات موسیقایی احساسات و پیام خود را ابراز نماید.

## هنرمندان
- حمید متبسم: سه تار
- شهرام ناظری: آواز
- سعید فرج‌پوری: کمانچه
- حسین بهروزی‌نیا: بربط
- پژمان حدادی: تنبک
- بهنام سامانی: دف و دایره

## قطعات آلبوم
1. تصنیف سر مست، شعر از مولوی
2. قطعهٔ پرواز
3. سه تار و آواز، شعر از ابوسعید ابوالخیر
4. چهار مضراب گروهی
5. تکنوازی کمانچه
6. تصنیف لولیان، ساختهٔ شهرام ناظری شعر از مولوی
7. تکنوازی بربت
8. قطعهٔ چابک سوار، شعر از مولوی

- آهنگسازی و تنظیم قطعات: حمید متبسم

## منبع
- تارنمای شهرام ناظری